# Anvil Green
Anvil Green – wieś w Anglii, w hrabstwie Kent, w dystrykcie Ashford. Leży 34 km na wschód od miasta Maidstone i 86 km na południowy wschód od centrum Londynu.